# ولادیمیر ریژنکوف
ولادیمیر ریژنکوف (روسی: Владимир Ильич Рыженков؛ ۲۷ اوت ۱۹۴۸ – ۱۴ اوت ۲۰۱۱) وزنه‌بردار اهل روسیه بود.

وی در مسابقات کشوری و بین‌المللی در مجموع برندهٔ ۳ مدال طلا شده‌است.